# 斯特里漢姆 (英國國會選區)

選區在大倫敦的位置

斯特里漢姆（英語：Streatham），英國國會一自治市選區，包括大倫敦中南部蘭貝斯區西南部的八個地方選區。
始設於1918年。本區一直支持保守黨，在1992年起改為支持工黨。在2010年大選中，有尼日利亞血統的丘卡·烏馬納以42.8%選票當選，繼承了凱思·希爾留下的議席。